# Symplecta (Psiloconopa) dorothea
Symplecta (Psiloconopa) dorothea is een tweevleugelige uit de familie steltmuggen (Limoniidae). De soort komt voor in het Nearctisch gebied.